# Тукар, Рида
Реда́ Хас(с)а́н Тука́р Фаллата́х (араб. رضا حسن تُكر فلاتة‎, англ. Redha Has(s)an Tukar Fallatah, 29 ноября 1975, Саудовская Аравия) — саудовский футболист, защитник. Выступал за сборную Саудовской Аравии. Участник чемпионата мира 2002 года и чемпионата мира 2006 года.

## Карьера

### Клубная
Профессиональную карьеру начал в 1997 году в клубе «Охуд» из Медины, в 2000 году перешёл в другой клуб из Медины «Аль-Ансар», в котором выступал недолго, и уже в 2001 году стал игроком клуба «Аль-Шабаб» из Эр-Рияда. В 2003 году перешёл в «Аль-Иттихад» из Джидды, в котором играет по сей день, став за это время с командой чемпионом Саудовской Аравии, обладателем Кубка наследного принца Саудовской Аравии, дважды победителем Лиги чемпионов АФК и победителем Арабской лиги чемпионов.

### В сборной
В составе главной национальной сборной Саудовской Аравии выступает с 2002 года. Участник чемпионата мира 2002 года и чемпионата мира 2006 года. Вместе с командой стал обладателем Кубка арабских наций в 2002 году и дважды обладателем Кубка наций Персидского залива в 2002 и 2003 году. В 2007 году дошёл вместе с командой до финала Кубка Азии, в котором, однако, саудовцы уступили сборной Ирака со счётом 0:1.

## Достижения

### Командные
Финалист Кубка Азии: (1)
- 2007

Обладатель Кубка арабских наций: (1)
- 2002

Обладатель Кубка наций Персидского залива: (2)
- 2002, 2003

Чемпион Саудовской Аравии: (1)
- 2006/07

Обладатель Кубка наследного принца Саудовской Аравии: (1)
- 2003/04

Финалист Саудовского кубка чемпионов: (1)
- 2008

Победитель Лиги чемпионов АФК: (2)
- 2004, 2005

Победитель Арабской лиги чемпионов: (1)
- 2004/05